# Dipartimento di Gaiman
Gaiman è un dipartimento argentino, situato nella parte centro-orientale della provincia del Chubut, con capoluogo Gaiman.

## Geografia fisica
Esso confina a nord con I dipartimenti di Telsen e Biedma, a est con quello di Rawson, a sud con il dipartimento di Florentino Ameghino e ad ovest con quello di Mártires.
Il dipartimento fa parte delle comarche di Virch-Valdes e della Meseta central (la parte occidentale).

## Società

### Evoluzione demografica
Secondo il censimento del 2010, su un territorio di 11.076 km², la popolazione ammontava a 11.141 abitanti, con un aumento demografico del 15,9% rispetto al censimento del 2001.
Abitanti censiti

## Amministrazione
Nel 2001 il dipartimento comprendeva:
- 1 comune (municipio) di prima categoria: Gaiman;
- 1 comune di seconda categoria: Dolavon
- 1 comision de fomento: Veintiocho de Julio;
- 1 comune rurale (comuna rural): Villa Dique Florentino Ameghino.